# Olgiate Molgora
Olgiate Molgora là một đô thị trong tỉnh Lecco, trong vùng Lombardia của Ý, cự ly khoảng 35 km về phía đông bắc của Milan và khoảng 13 km về phía nam của Lecco. Tại thời điểm ngày 31 tháng 12 năm 2004, đô thị này có dân số 5.838 người và diện tích là 7,2 km².
Đô thị Olgiate Molgora có các frazioni (các đơn vị dân cư trực thuộc, chủ yếu là các làng) Olgiate Vecchio, Buttero, Mondonico, Porchera, S.Zeno, Beolco, Monticello, Pianezzo, Monastirolo, Canova, Regondino, và Olcellera.
Olgiate Molgora giáp các đô thị: Airuno, Brivio, Calco, Colle Brianza, Merate, Montevecchia, Rovagnate, Santa Maria Hoè.